# Samuel Umtiti
Samuel Yves Umtiti (* 14. November 1993 in Yaoundé, Kamerun) ist ein französisch-kamerunischer Fußballspieler. Der Innenverteidiger, der zum Teil auch als linker Außenverteidiger eingesetzt wird, steht beim OSC Lille unter Vertrag. Er war zudem französischer Nationalspieler und gewann mit der Nationalmannschaft die Weltmeisterschaft 2018.

## Karriere

### Olympique Lyon

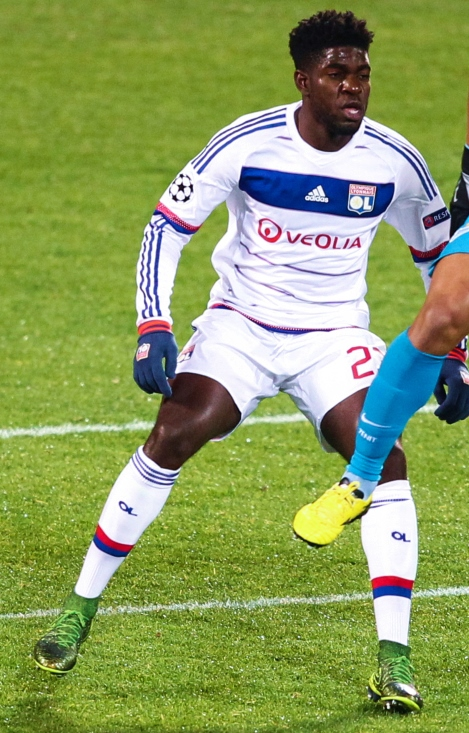
Umtiti bei Olympique Lyon (2015)

Umtiti zog im Alter von zwei Jahren nach Villeurbanne in Frankreich. Wenige Monate später ließ sich die Familie im Stadtteil Ménival von Lyon nieder. Danach wechselte er im Alter von fünf Jahren zum lokalen Fußballverein Ménival FC und mit neun Jahren in die Jugendakademie von Olympique Lyon.
Für die Saison 2011/12 wurde Umtiti in den Profikader integriert. Am 8. Januar 2012 absolvierte er bei der Coupe de France beim 1:3-Auswärtssieg bei der Lyon-Duchère AS sein Profidebüt. Er spielte über die gesamte Spielzeit als Innenverteidiger. Sein erstes Spiel in der Ligue 1, der französischen Liga, bestritt er am 14. Januar 2012 bei der 1:0-Auswärtsniederlage gegen den HSC Montpellier. Ab dem Viertelfinale der Coupe de la Ligue 2011/12 bestritt er jedes Spiel in der Innenverteidigung über die gesamte Spielzeit. Das Team unterlag Olympique Marseille im Finale. Umtiti gewann mit seiner Mannschaft den französischen Pokal. Am 18. April spielte er erstmals als linker Außenverteidiger.
In der Saison 2012/13 war er zu Beginn Ersatzspieler. Ab dem 8. Spieltag sammelte er immer mehr Spielzeit. Sein erstes Ligator erzielte Umtiti beim 2:1-Auswärtssieg gegen die ES Troyes AC als linker Außenverteidiger. Er spielte erstmals international in der UEFA-Europa-League-Gruppenphase. In der Spielzeit 2013/14 etablierte er sich als Stammspieler und stand in dieser Spielzeit in 42 Pflichtspielen für Olympique Lyon auf dem Spielfeld. In der Europa League schied man im Halbfinale gegen Juventus Turin aus. Für die Saison 2014/15 stand Olympique erneut in der Europa-League-Qualifikation. Die Spiele gegen Mladá Boleslav entschied man für sich; Umtiti legte im Hinspiel ein Tor auf und traf einmal selbst. Olympique schied gegen Astra Giurgiu aus. In der Liga erzielte Umtiti ebenfalls Tore.

### FC Barcelona
Zur Saison 2016/17 wechselte Umtiti für 25 Mio. Euro zum FC Barcelona. Er erhielt einen bis zum 30. Juni 2021 datierten Fünfjahresvertrag mit einer Ausstiegsklausel in Höhe von 60 Mio. Euro. Im Juni 2018 wurde sein Vertrag bis Sommer 2023 verlängert. Trotz einer vorzeitigen Verlängerung des Vertrages bis 2026 wurde die Zusammenarbeit dennoch im Sommer 2023 beendet.

### US Lecce
Ende August 2022 wechselte Umtiti bis zum Ende der Saison 2022/23 auf Leihbasis in die italienische Serie A zum Aufsteiger US Lecce.

### OSC Lille
Im Sommer 2023 wechselte er in die Ligue 1 zum OSC Lille und unterschrieb dort einen Vertrag bis 2025.

### Nationalmannschaft

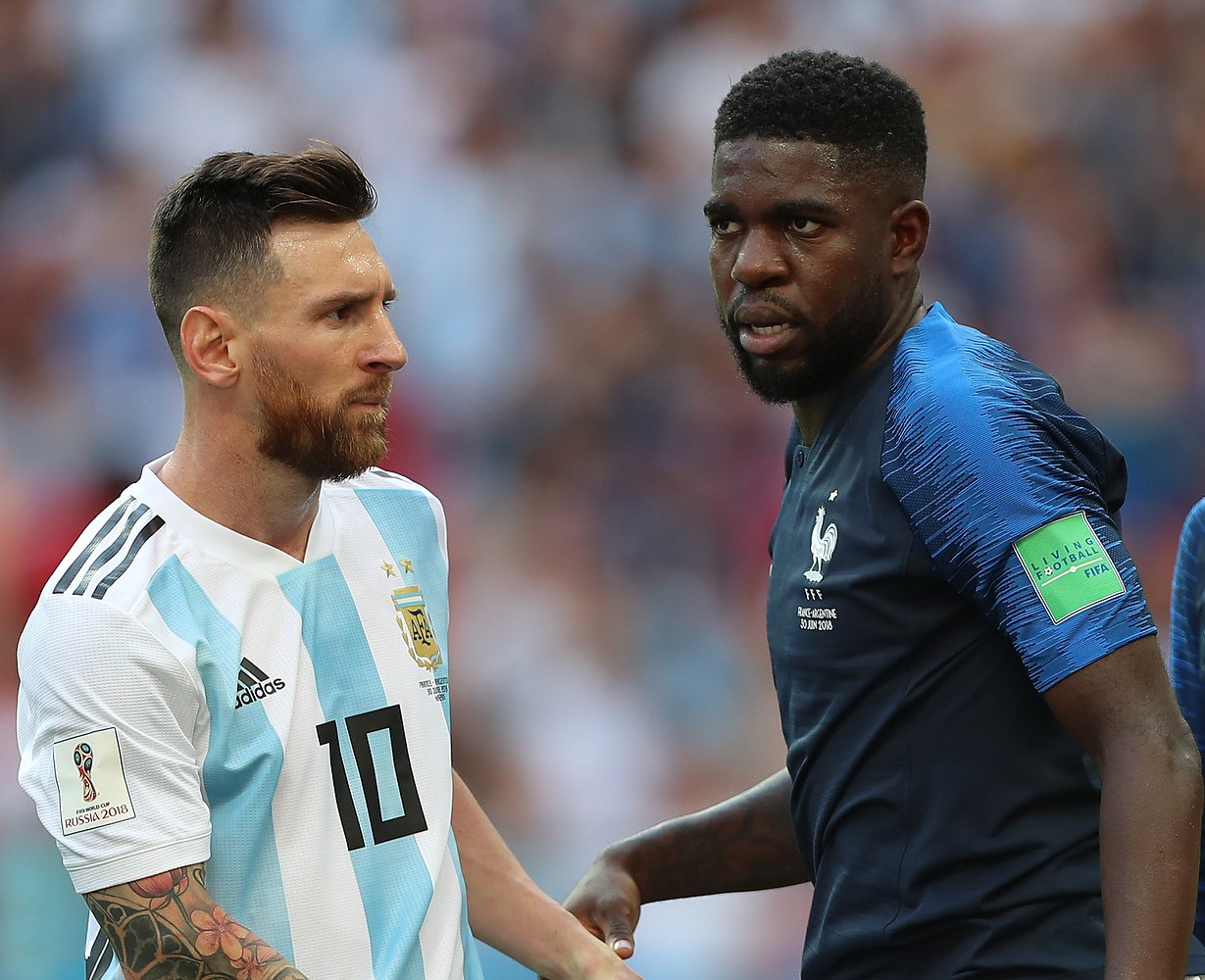
Umtiti (r.) bei der WM 2018 gegen seinen damaligen Barça-Teamkollegen Lionel Messi im Argentinien-Trikot

Ab der U17 durchlief Umtiti sämtliche Juniorennationalmannschaften von Frankreich. Mit der U20 gewann er die U20-Weltmeisterschaft 2013 in der Türkei. Am 13. August 2013 debütierte er für die französische U21-Auswahl.
Kurz vor der Europameisterschaft 2016 im eigenen Land wurde er bei einem Vorbereitungsspiel gegen Kamerun als Ersatz in den Kader der A-Nationalmannschaft berufen, kam aber nicht zum Einsatz. Er wurde für das französische Aufgebot für die EM nachnominiert und war einer von zwei Spielern ohne Länderspieleinsatz im Kader. Als im Viertelfinale Adil Rami wegen seiner zweiten Gelben Karte gesperrt war, gab er am 3. Juli nicht nur sein Turnier-, sondern sein Länderspieldebüt über 90 Minuten. Dabei konnte er so sehr überzeugen, dass er danach auch im Halbfinale und im Finale als Innenverteidiger spielte. Frankreich verlor das Endspiel gegen Portugal mit 0:1 in der Verlängerung.
Im Mai 2018 wurde Umtiti von Didier Deschamps für die Fußball-Weltmeisterschaft nominiert. Am 10. Juli 2018 gewann Umtiti mit Frankreich das Halbfinale der Weltmeisterschaft 2018, mit 1:0 gegen die belgische Nationalmannschaft; Umtiti erzielte das einzige Tor per Kopfball und wurde zum Spieler des Spiels ernannt. Am 15. Juli 2018 gewann Frankreich das Finale 4:2 gegen die kroatische Nationalmannschaft und Umtiti wurde mit der Équipe Tricolore Weltmeister.
Nach der Weltmeisterschaft absolvierte Umtiti noch sechs weitere Länderspiele, seit September 2019 wird er nicht mehr für die Nationalmannschaft berücksichtigt.

## Erfolge

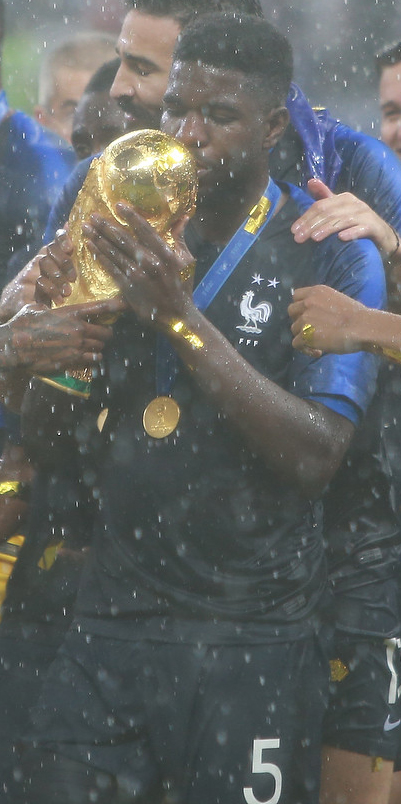
Umtiti mit dem WM-Pokal (2018)

### Nationalmannschaft
- Weltmeister: 2018
- U20-Weltmeister: 2013

### Vereine
Frankreich
- Französischer Pokalsieger: 2012
- Französischer Supercupsieger: 2012

Spanien
- Spanischer Meister: 2018, 2019
- Spanischer Pokalsieger: 2017, 2018, 2021
- Spanischer Supercupsieger: 2016, 2018